# شبكات باراماونت أوروبا، الشرق الأوسط، إفريقيا، آسيا
شبكات باراماونت أوروبا، الشرق الأوسط، أفريقيا، آسيا (بالإنجليزية: Paramount Networks Europe, Middle East, Africa & Asia)‏ هي شبكات فرعية تابعة لباراماونت. تم إطلاقها باسم شبكات إم تي في أوروبا في عام 1987 ومقرها في أمستردام ولندن. تقع الآن عبر مدن متعددة مع المقر الرئيسي في وارسو ولندن ومكاتب إضافية في أمستردام وبرلين وستوكهولم.
تعمل في 31 دولة مختلفة في جميع أنحاء أوروبا، الشرق الأوسط (يتضمن شمال أفريقيا)، أفريقيا جنوب الصحراء وآسيا.

## التقسيمات

### شبكات باراماونت الدولية المملكة المتحدة، شمال وشرق أوروبا
- شبكات باراماونت الدولية المملكة المتحدة، شمال وشرق أوروبا[2] هي قسم إقليمي لشركة باراماونت الدولية. يقع مقرها الرئيسي في لندن ووارسو، ومقرها الإقليمي في أمستردام وستوكهولم.

تعمل في الجزء الناطق بالهولندية من دول البنلوكس (هولندا، فلاندرز في بلجيكا)، دول الشمال (الدنمارك، فنلندا، النرويج والسويد) ، جمهورية أيرلندا، دول البلطيق (إستونيا، لاتفيا وليتوانيا)، المجر، رومانيا وبولندا وأوكرانيا والمملكة المتحدة وروسيا.
كما تقوم شبكات باراماونت الدولية المملكة المتحدة، وشمال وشرق أوروبا بتشغيل المحتوى لمجتمع إم تي في العالمي (باستثناء الولايات المتحدة الأمريكية) ومجموعة من قنوات إم تي في ذات العلامات التجارية الرقمية بما في ذلك إم تي في ميوزك وإم تي في هيتس وإم تي في بيْس في المملكة المتحدة وأوروبا وإم تي في أو إم جي في المملكة المتحدة وإم تي في براند نيو في ألمانيا وبلجيكا وهولندا.
في عام 2011، قامت شبكات باراماونت الدولية المملكة المتحدة، وشمال وشرق أوروبا بإعادة تنظيم عملياتها من خلال المحتوى الموسيقي الذي يتم إنتاجه في لندن ووارسو وستوكهولم، وبرامج الأطفال والأسرة التي يتم إنتاجها في لندن وبرلين ووارسو ومحتوى الكوميديا المحلي الذي يتمركز في أمستردام ولندن ووارسو. تعمل أمستردام كمركز لعب فني لغالبية أوروبا باستثناء القنوات في بولندا والمملكة المتحدة.

### شبكات باراماونت الدولية ألمانيا، النمسا، وسويسرا
- شبكات باراماونت الدولية ألمانيا والنمسا وسويسرا[2] هي قسم إقليمي لشبكات باراماونت الدولية. يقع مقرها الرئيسي في برلين، مع مكاتب إقليمية في جميع أنحاء أوروبا.

تقوم بتشغيل القنوات ذات العلامات التجارية الناطقة بالألمانية والتي تعمل في ألمانيا والنمسا وسويسرا والتي تشمل إم تي في ونيكلوديون ونيكجونيور وكوميدي سنترال.

### شبكات باراماونت الدولية جنوب وغرب أوروبا والشرق الأوسط وأفريقيا
- شبكات باراماونت الدولية جنوب وغرب أوروبا والشرق الأوسط وأفريقيا هي قسم تابع لشبكات باراماونت الدولية الإعلامية الأوروبية ومملوكة من قبل باراماونت. تعمل من لندن ووارسو وأمستردام مع مكاتب إقليمية في باريس ومدريد ولشبونة وجوهانسبرغ وميلانو. يختلف اختيار العلامات التجارية للوسائط المتعددة التي يقدمها هذا القسم حسب البلد أو المنطقة.

## العلامات التجارية الأساسية
لدى شبكات باراماونت الإعلامية الدولية العديد من العلامات التجارية الرئيسية المتاحة في جميع أنحاء أوروبا والشرق الأوسط وأفريقيا وآسيا. بعض العلامات التجارية خاصة بأقاليم مختلفة.
- إم تي في
- في إتش 1
- إم تي في ميوزك 24 (تسمى إم تي في ميوزك في بعض الأقاليم)
- كلوب إم تي في
- إم تي في هيتس
- إم تي في الثمانينيات
- إم تي في التسعينيات
- إم تي في بيس
- إم تي في كلاسيك
- إم تي في لايف إتش دي
- إم تي في إنترناشيونال
- كوميدي سنترال
- كوميدي سنترال إكسترا
- نيكلوديون
- نيكجونيور
- نيكتونز
- باراماونت نتوورك
- سبايك

خاصة لمناطق معينة
- بي إي تي (أفريقيا جنوب الصحراء، فرنسا، المملكة المتحدة، أيرلندا)
- نيكتونز (بلجيكا، هولندا، المملكة المتحدة، أيرلندا، بولندا، الشرق الأوسط وشمال أفريقيا، أفريقيا جنوب الصحراء، غرب آسيا)
- إم تي في براند نيو (هولندا، ألمانيا، النمسا، سويسرا)
- تشانيل 5 (المملكة المتحدة، أيرلندا)
- نيكلوديون 4 تين (فرنسا، بلجيكا، لوكسمبورغ)
- تيننيك (إيطاليا)
- بورتو كانال (البرتغال، أنغولا، موزمبيق)
- جاي-ون (فرنسا، بلجيكا، لوكسمبورغ)
- قيم ون (فرنسا، بلجيكا، لوكسمبورغ)
- نك ميوزك (بنلوكس)
- إس بي إس إم تي في (كوريا الجنوبية)